# Dardanus jacquesi
Dardanus jacquesi is een tienpotigensoort uit de familie van de Diogenidae. De wetenschappelijke naam van de soort is voor het eerst geldig gepubliceerd in 2002 door Asakura & Hirayama.